# Klintekongen
Klintekongen er i dag fejlagtigt en betegnelse for ejeren af Klintholm Gods på Møn, men er retteligt en mytisk figur, Odins efterfølger, der herskede over Stevns, og boede i en hule i Stevns Klint.

## Myterne
Han regerede over Møns, Stevns og Rygens klinter. På Stevns kaldes Klintekongen også Ellekongen, som optræder i Heibergs Elverhøj.
På Møn fortælles det, at Klintekongen hersker på øens østlige del, Høje Møn: Når man forlader lavningen ved Borre, kommer man ind i hans rige. Han beskytter øen mod invasion og kan forvandle sten på stranden og træer i skoven til krigere.
Han har ifølge sagnet en vogn, som trækkes af fire sorte heste, og i den rejser han over havet fra den ene klint til den anden. Så bliver havet sort og kommer i oprør, og man hører hestenes vrinsken.
I H.C. Andersens Elverhøj er Klintekongens datter fra Møn gift med Dovregubben fra Norge.
Fra Vemmetofte fortælles det, at der ligger en stor sten, som kaldes Mussestenen. Sagnet fortæller, at norske Dovregubben ønskede sin søn gift med Klintekongens datter. Da Klintekongen modsatte sig dette, blev Dovregubben så arrig, at han brækkede et stykke fjeld af og kastede det for at dræbe Klintekongen. Og stenen faldt ned ved Vemmetofte Strand.
Fra Avedøre er sagnet, at Klintekongen ville forhindre bygningen af Glostrup Kirke. Han kastede en stor sten mod den halvfærdige kirke, men ramte ved siden af på Avedøre Holme. Stenen hed Albaarstenen. 
Det siges at klintekongen havde en vidunderlig og mystisk have fuld af de smukkeste frugter, især et æbletræ, med store røde æbler.
Mange af inbyggerne prøvede at komme hen til haven, men når de nåede derhen, så man kun enebærbuske, krat og tjørn. så kunne man se haven langt derfra, men når man nåede derhen igen, var træerne væk endnu engang.